# کونکایوک
کونکایوک (به اسپانیایی: Kunkayuq) یک کوه در پرو است که در Peru, Huancavelica Region واقع شده‌است. کونکایوک ۵٬۰۰۰ متر بالاتر از سطح دریا واقع شده‌است.